# Walków
Walków – wieś w Polsce położona w województwie łódzkim, w powiecie wieluńskim, w gminie Osjaków, nad rzeką Wartą.
W latach 1975–1998 miejscowość administracyjnie należała do województwa sieradzkiego. Na terenie wsi Walków przez wiele lat prowadzone były prace wykopaliskowe przez Muzeum Ziemi Wieluńskiej.